# TAROM
TAROM (rumunsky Transporturile Aeriene Române) je rumunská národní letecká společnost a vlajkový dopravce. Sídlí na mezinárodním letišti Henriho Coandy v Bukurešti – Otopeni. V roce 2014 přepravil 2,2 miliony cestujících, je členem aliance SkyTeam.

## Historie

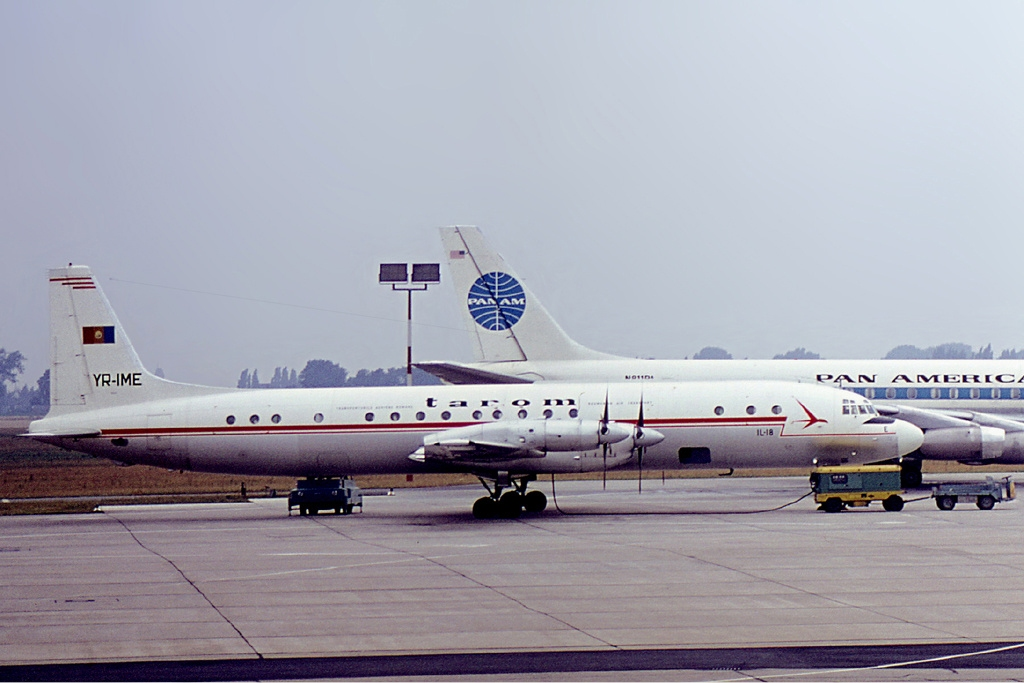
Iljušin Il-18 na letišti v Düsseldorfu v roce 1964

Letecká společnost byla založena v roce 1920 pod názvem CFRNA. Do svého přejmenování na TAROM dne 18. září 1954 vystřídala 3 další názvy a podnikala několik pravidelných letů především mezi Bukureští a Paříží, dále pak do měst především ve střední Evropě. V roce 1960 již TAROM obsluhoval řadu pravidelných evropských linek a 14. května 1974 začal létat na své první transatlantické lince do New Yorku na Kennedyho mezinárodní letiště. 

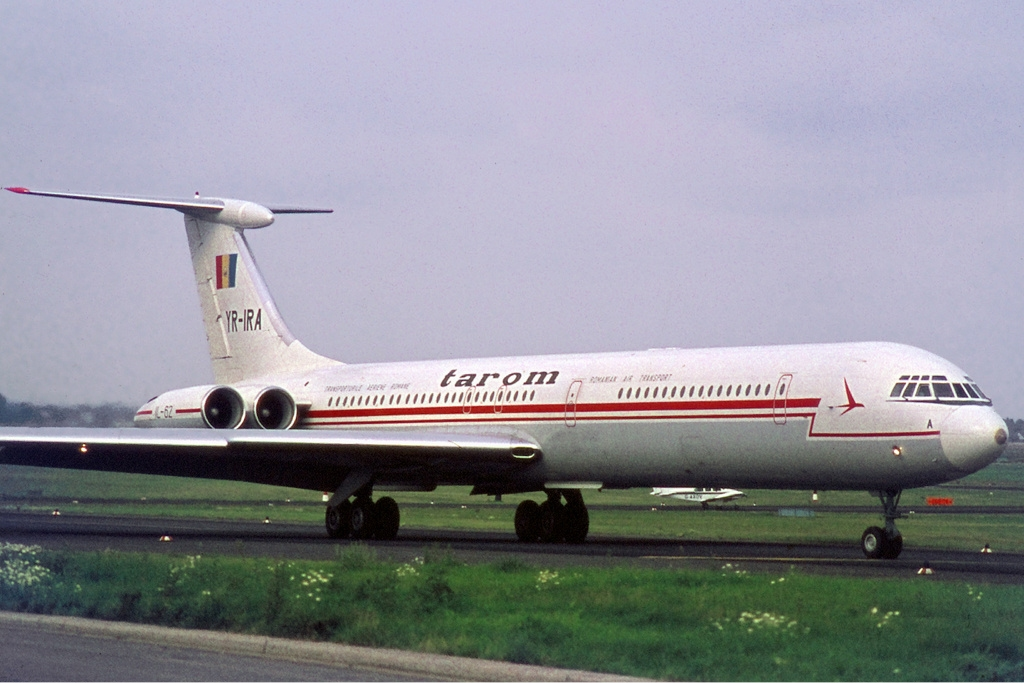
Iljušin Il-62 TAROM v roce 1974

Další vývoj společnosti byl silně ovlivněn skutečností, že Rumunsko bylo jednou ze zemí Východního bloku. TAROM začala používat výhradně letadla sovětské výroby (Il-14, Il-18, dálkový Il-62, Tu-154 a další). Kromě nich ovšem používala k letům do destinací na Středním východě letadla Bac 1-11 a Boeing 707 pro dálkové lety.
V roce 1993 začala společnost provozovat pravidelné lety do Montréalu a Bangkoku a koupila první francouzský dálkový letoun Airbus A310-300. V průběhu devadesátých let nahradila TAROM svou dálkovou flotilu Boeingů 707 a Iljušinu 62 dalšími dvěma Airbusy A310. V roce 2001 byly ale zrušeny neziskové dálkové lety do Bangkoku a Montréalu. Mezikontinentální lety se ovšem rušily i později – v roce 2002 Chicago, v roce 2003 Peking a New York. Dále bylo zrušeno několik vnitrostátních a evropských linek.
Rok 2004 byl pro společnost po posledních deseti letech první ziskový rok. V roce 2006 přibyly do flotily letouny Airbus A318, Boeing 737-800 a ATR 72. Dne 5. června 2010 byl tehdejší věrnostní program TAROMu Smart Miles přejmenován na Flying Blue.
Dne 25. června 2010 se společnost stala členem aliance leteckých společností SkyTeam.

## Destinace

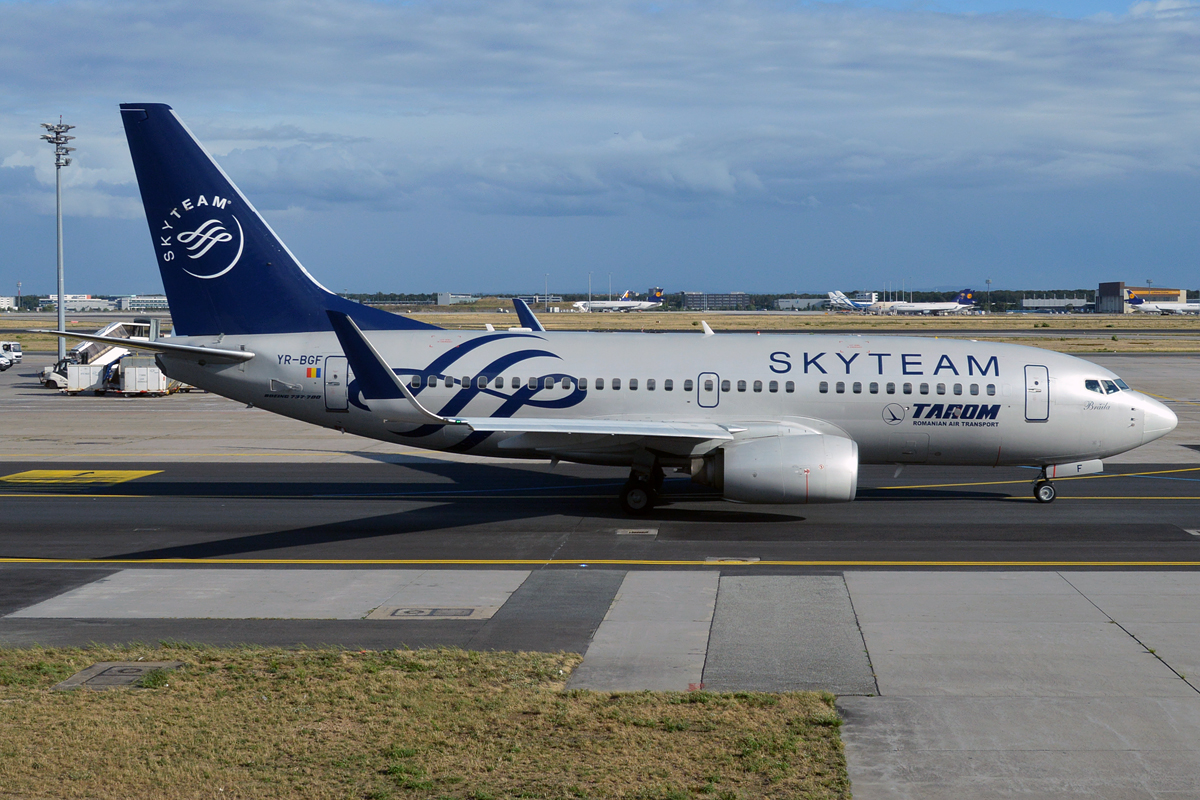
Boeing 737-700 TAROM na moskevském letišti Šeremeťjevo v barvách aliance SkyTeam

V březnu 2017 létal do 79 destinací v Evropě, Africe a na Blízkém Východě, včetně těch sezónních.

### Praha
TAROM pravidelně létá také do českého hlavního města Prahy, konkrétně na letiště Václava Havla, a to už od doby svého vzniku. Na této lince létaly například ATR-42, BAC 1-11, Iljušin Il-14, Il-18 či Tupolev Tu-154. V roce 2013 nabízel lety dvakrát týdně, později však toto spojení přerušil. Dne 23. října 2013 TAROM spojení obnovil s frekvencí čtyřikrát týdně prostřednictvím letounů Airbus A318 či Boeingy 737-700. Na zimní sezónu 2017 byly frekvence navýšeny ze čtyř na pět. Od roku 2019 je spojení operováno každodenně.

### Codeshare
TAROM měl v březnu 2017 codeshare smlouvu s následujícími dopravci:
| - Aegean Airlines - Aeroflot - Air Europa - Air France - Air Serbia - airBaltic | - Alitalia - Austrian Airlines - Brussels Airlines - Bulgaria Air - České aerolinie - KLM - Middle East Airlines |

## Flotila

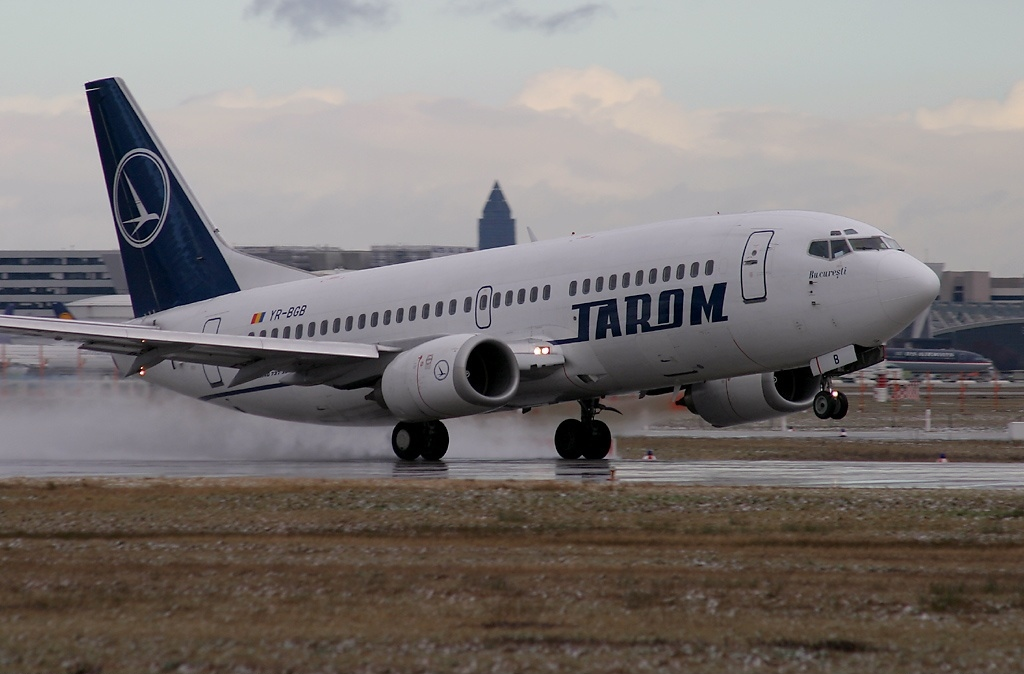
Boeing 737-300 společnosti TAROM v roce 2004

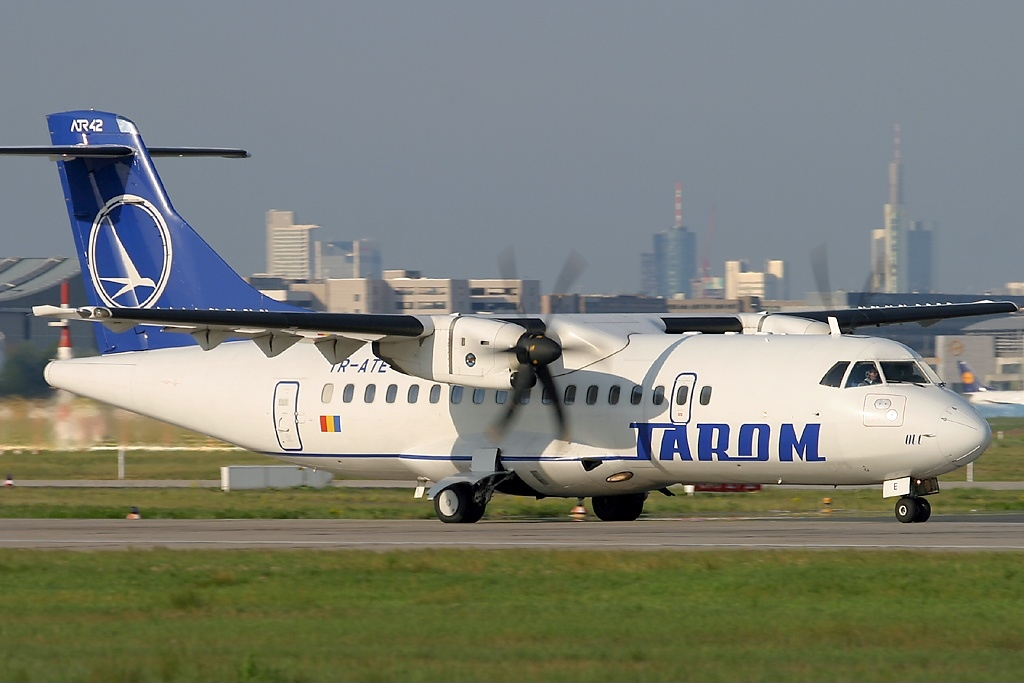
ATR 42-500 TAROM na letišti ve Frankfurtu

### Současná
K listopadu 2016 čítala flotila TAROM 21 letadel průměrného stáří 16,8 let. V roce 2011 byl průměrný věk flotily jen 9,5 roků a čítala 29 letounů.
| Letadlo         | Počet | Objednávky | Cestující | Cestující | Cestující | Poznámky |
| Letadlo         | Počet | Objednávky | C         | Y         | Celkem    | Poznámky |
| --------------- | ----- | ---------- | --------- | --------- | --------- | -------- |
| Airbus A318-100 | 4     | —          | 14        | 99        | 113       |          |
| Airbus A318-100 | 4     | —          | 26        | 81        | 107       |          |
| ATR 42-500      | 7     | —          | 6         | 42        | 48        |          |
| ATR 72-500      | 2     | —          | 8         | 60        | 68        |          |
| ATR 72-600      | 4     |            |           | 72        | 72        |          |
| Boeing 737-300  | 4     | —          | 8         | 126       | 134       |          |
| Boeing 737-700  | 4     | —          | 14        | 102       | 116       |          |
| Boeing 737-800  | 4     |            |           | 189       | 189       |          |
| Celkem          | 29    |            |           |           |           |          |

### Historická

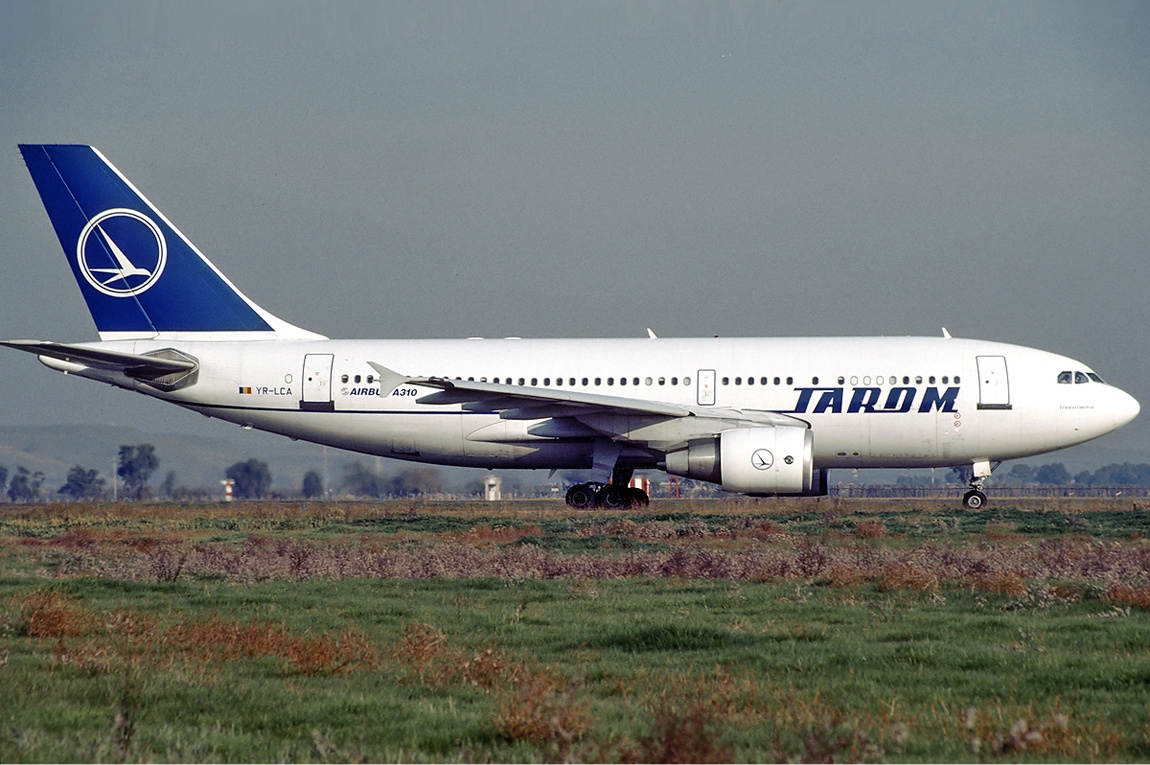
Širokotrupý Airbus A310-300, který do roku 2016 tato společnost provozovala

V minulosti TAROM provozoval následující letouny:
| - Airbus A310-300 - Antonov An-2 - Antonov An-24 - ATR 42-300 - BAC 1-11 - ROMBAC 1-11 - Boeing 707 - Boeing 737-500 | - Boeing 737-800 - Iljušin Il-14 - Iljušin Il-18 - Iljušin Il-62 - Lisunov Li-2 - McDonnell Douglas DC-10 - Mil Mi-4 - Tupolev Tu-154 |